# De Indische Courant
De Indische Courant was de naam van verschillende Nederlandstalige kranten die op het eiland Java in Nederlands-Indië (nu Indonesië) werden uitgegeven. De eerste krant met deze naam verscheen in 1870 in Batavia.

## Indische Courant voor Nederland
Vanaf jaargang 1, nr. 1 op 3 juli 1948 verschijnt de Indische Courant voor Nederland twee keer per week, uitgegeven door C. van Santen te Amsterdam. Vanaf 6 september 1950 met de ondertitel: Nieuws uit Indonesië. Vanaf 1952 uitgegeven in Jakarta. Het blad verscheen in elk geval tot 1958.